# 오버클럭

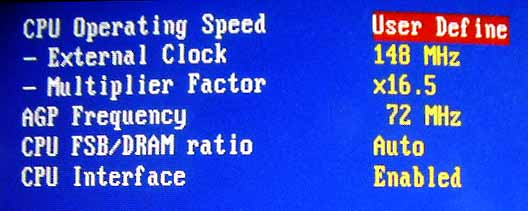
AMD 애슬론 XP 프로세서가 장착된 ABIT NF7-S 메인보드에서 바이오스를 오버클럭 설정하는 모습. 프론트 사이드 버스(FSB) 주파수(외부 클럭)는 133 MHz에서 148 MHz로 증가했으며, CPU 클럭 배율은 13.5에서 16.5로 변경되었다. 이는 FSB를 11.3%, CPU를 36% 오버클럭한 것에 해당한다.

컴퓨팅에서 오버클럭(영어: overclocking 오버클러킹, 오버클럭킹, 오버클로킹, 오버클록킹[*])은 컴퓨터의 클럭 속도를 제조업체에서 인증한 속도보다 높게 증가시키는 것을 말한다. 일반적으로 가속된 속도에서 부품의 작동 안정성을 유지하기 위해 작동 전압도 증가시킨다. 더 높은 주파수와 전압에서 작동하는 반도체 소자는 전력 소비와 열을 증가시킨다. 오버클럭된 장치는 추가적인 열 부하가 제거되지 않거나 전력 공급 부품이 증가된 전력 수요를 충족시키지 못하면 신뢰성이 떨어지거나 완전히 고장날 수 있다. 많은 장치의 워런티는 오버클럭 또는 과도한 사양이 워런티를 무효화한다고 명시하지만, 일부 제조업체는 (상대적으로) 안전하게 수행되는 한 오버클럭을 허용한다.

## 개요
오버클럭의 목적은 특정 부품의 작동 속도를 높이는 것이다. 일반적으로 최신 시스템에서 오버클럭의 대상은 메인 프로세서나 그래픽 컨트롤러와 같은 주요 칩 또는 하위 시스템의 성능을 높이는 것이지만, RAM과 같은 시스템 메모리나 (일반적으로 메인보드에 있는) 시스템 버스와 같은 다른 부품들도 일반적으로 관련되어 있다. 단점은 전력 소비(열), 팬 소음(냉각), 그리고 대상 부품의 수명 단축이다. 대부분의 부품은 제조업체의 통제 범위를 벗어나는 작동 조건을 처리하기 위해 안전 마진을 두고 설계되었다. 예를 들어, 주변 온도와 작동 전압의 변동이 있다. 오버클럭 기술은 일반적으로 온도가 증가하고 전압이 사용자에게 더 엄격하게 모니터링되고 제어되어야 한다는 이해하에 장치를 마진의 더 높은 범위에서 실행하도록 설정하여 이러한 안전 마진을 교환하는 것을 목표로 한다. 예를 들어, 부품이 더 높은 속도에서 증가된 온도에 덜 민감할 것이므로 작동 온도는 증가된 냉각으로 더 엄격하게 제어되어야 한다. 또한 기본 작동 전압은 예상치 못한 전압 강하를 보상하고 신호 및 타이밍 신호를 강화하기 위해 증가될 수 있다. 저전압 이탈은 더 높은 작동 속도에서 오작동을 일으킬 가능성이 더 높기 때문이다.
대부분의 최신 장치는 오버클럭에 상당히 관대하지만, 모든 장치에는 유한한 한계가 있다. 일반적으로 주어진 전압에서 대부분의 부품은 여전히 올바르게 작동하는 최대 "안정적인" 속도를 갖는다. 이 속도를 지나면 장치는 잘못된 결과를 생성하기 시작하며, 이는 시스템에 따라 오작동 및 산발적인 동작을 유발할 수 있다. PC 상황에서는 일반적으로 시스템 충돌이 발생하지만, 더 미묘한 오류는 감지되지 않아 충분히 오랜 시간 동안 데이터 손상(잘못 계산된 결과, 또는 더 나쁜 경우 저장소에 잘못 쓰기) 또는 특정 작업 중에만 시스템이 고장나는(인터넷 검색 및 워드 프로세싱과 같은 일반적인 사용은 괜찮지만 고급 그래픽을 원하는 모든 응용 프로그램이 시스템을 충돌시키는 경우) 등 불쾌한 놀라움을 줄 수 있다. 하드웨어 자체에 손상이 발생할 가능성도 있다.
이 시점에서 부품의 작동 전압을 높이면 클럭 속도를 더 높일 수 있는 여유가 생길 수 있지만, 증가된 전압은 열 출력을 크게 증가시키고 수명을 더 단축시킬 수도 있다. 결국에는 장치에 충분한 전력을 공급하는 능력, 사용자가 부품을 냉각시키는 능력, 그리고 파괴적인 고장이 발생하기 전에 장치 자체의 최대 전압 허용 오차에 의해 한계가 부과될 것이다. 과도한 전압 사용 또는 부적절한 냉각은 장치의 성능을 고장 지점까지 빠르게 저하시키거나 극단적인 경우 완전히 파괴시킬 수 있다.
오버클럭으로 얻을 수 있는 속도는 시스템에서 실행되는 애플리케이션 및 작업 부하, 그리고 사용자가 어떤 구성 요소를 오버클럭하는지에 크게 좌우된다. 다양한 목적의 벤치마크가 공개되어 있다.

### 언더클럭
반대로, 언더클럭의 주요 목표는 장치의 전력 소비와 그로 인한 열 발생을 줄이는 것이며, 그 대가로 클럭 속도가 낮아지고 성능이 저하된다. 하드웨어를 주어진 작동 온도에서 유지하는 데 필요한 냉각 요구 사항을 줄이면 더 조용한 작동을 위해 팬의 수와 속도를 줄이는 등의 연쇄적인 이점이 있으며, 모바일 장치에서는 충전당 배터리 수명을 늘릴 수 있다. 일부 제조업체는 배터리 구동 장비의 부품을 언더클럭하여 배터리 수명을 개선하거나, 장치가 배터리 전원으로 작동 중일 때 감지하여 클럭 주파수를 줄이는 시스템을 구현한다.
데스크톱 시스템에서 언더클럭 및 언더볼팅을 시도하면 현재 저전압 프로세서 제품군에서 제공하는 것보다 더 높은 성능을 제공하면서도 조용하게 작동할 수 있다(예: 홈 엔터테인먼트 센터용). 이는 "표준 전압" 부품을 사용하여 더 낮은 전압으로 실행(데스크톱 속도를 유지하려고 시도하면서)하여 빌드의 허용 가능한 성능/소음 목표를 달성하는 것을 의미한다. 이는 또한 "저전압" 애플리케이션에서 "표준 전압" 프로세서를 사용하면 공식적으로 인증된 저전압 버전에 대한 전통적인 가격 프리미엄을 지불하지 않아도 되기 때문에 매력적이었다. 그러나 오버클럭과 마찬가지로 성공을 보장할 수 없으며, 주어진 시스템/프로세서 조합을 조사하는 빌더의 시간, 특히 수많은 안정성 테스트를 수행하는 시간과 지루함을 고려해야 한다. 언더클럭의 유용성(오버클럭과 마찬가지로)은 빌드 시점의 프로세서 제품군, 가격 및 가용성에 따라 결정된다. 언더클럭은 때때로 트러블슈팅 시에도 사용된다.

### 매니아 문화
오버클럭은 메인보드 제조업체가 주류 제품 라인에서 오버클럭을 마케팅 기능으로 제공하면서 더욱 접근하기 쉬워졌다. 그러나 오버클럭은 신뢰성, 정확성 및 데이터와 장비 손상 위험을 수반하므로 전문 사용자보다는 매니아들이 더 많이 수용한다. 또한 대부분의 제조업체 보증 및 서비스 계약은 오버클럭된 구성 요소나 그 사용으로 인한 부수적 손상을 보장하지 않는다. 오버클럭이 여전히 전문 사용자에게 개인 컴퓨팅 용량을 늘리고 워크플로우 생산성을 높이는 옵션이 될 수 있지만, 생산 환경에 투입하기 전에 구성 요소를 철저히 안정성 테스트하는 것의 중요성은 아무리 강조해도 지나치지 않다.
오버클럭은 오버클럭 마니아들에게 여러 가지 매력을 제공한다. 오버클럭을 통해 제조업체에서 현재 제공하지 않는 속도 또는 제품의 특수하고 더 비싼 버전에서만 공식적으로 제공하는 속도로 부품을 테스트할 수 있다. 컴퓨팅 산업의 일반적인 추세는 새로운 기술이 하이엔드 시장에 먼저 데뷔한 다음, 성능 및 주류 시장으로 서서히 내려온다는 것이다. 만약 하이엔드 부품이 단순히 클럭 속도 증가로만 다르다면, 마니아는 주류 부품을 오버클럭하여 하이엔드 제품을 시뮬레이션할 수 있다. 이는 최신 기술이 주류 시장에 공식적으로 출시되기 전에 어떻게 작동할지에 대한 통찰력을 제공할 수 있으며, 이는 특히 다른 사용자들이 새로운 기능을 공식 출시될 때 구매하거나 업그레이드할 계획을 세워야 하는지 여부를 고려하는 데 도움이 될 수 있다.
일부 취미가들은 표준화된 컴퓨터 벤치마크 스위트에서 다른 비슷한 생각을 가진 사용자와 최고 점수를 놓고 경쟁하면서 시스템을 구축하고 튜닝하며 "핫 로드"하는 것을 즐긴다. 다른 이들은 특정 제품 라인에서 저렴한 구성 요소 모델을 구매하고 해당 부품을 오버클럭하여 더 비싼 모델의 재고 성능과 일치시키려고 시도한다. 또 다른 접근 방식은 시스템 요구사항 증가에 발맞추고 오래된 부품의 유용한 수명을 연장하거나 최소한 성능상의 이유만으로 새 하드웨어 구매를 지연시키기 위해 오래된 구성 요소를 오버클럭하는 것이다. 오래된 장비를 오버클럭하는 또 다른 이유는 오버클럭이 장비를 조기에 고장날 정도로 스트레스를 주더라도 이미 감가상각되었기 때문에 손실이 거의 없고 어차피 교체해야 할 것이기 때문이다.

### 구성 요소
기술적으로 내부 동작을 동기화하기 위해 타이머(또는 클럭)를 사용하는 모든 구성 요소는 오버클럭될 수 있다. 그러나 컴퓨터 구성 요소에 대한 대부분의 노력은 프로세서(일명 CPU), 그래픽 카드, 메인보드 칩셋, RAM과 같은 특정 구성 요소에 집중된다. 대부분의 최신 프로세서는 기본 클럭(프로세서 버스 속도)에 프로세서 내부의 내부 승수(CPU 배율)를 곱하여 최종 속도를 얻는다.
컴퓨터 프로세서는 일반적으로 해당 옵션을 사용할 수 있는 경우 CPU 배율을 조작하여 오버클럭되지만, 버스 클럭의 기본 속도를 높여 프로세서 및 다른 구성 요소를 오버클럭할 수도 있다. 일부 시스템은 버스 클럭 속도에 영향을 미치는 다른 클럭(예: 시스템 클럭)을 추가로 튜닝하여 최종 프로세서 속도를 더 미세하게 조정할 수 있도록 한다.
대부분의 OEM 시스템은 OEM 메인보드의 BIOS에서 프로세서 클럭 속도 또는 전압을 변경하는 데 필요한 조정을 사용자에게 노출하지 않아 오버클럭을 방지한다(보증 및 지원상의 이유로). 조정을 제공하는 다른 메인보드에 설치된 동일한 프로세서는 사용자가 변경할 수 있도록 한다.
주어진 구성 요소는 특정 클럭 속도를 넘어서면 궁극적으로 안정적으로 작동을 멈춘다. 구성 요소는 일반적으로 어떤 종류의 오작동 동작이나 손상된 안정성을 나타내어 사용자에게 주어진 속도가 안정적이지 않다는 것을 경고하지만, 전압이 미리 결정된 안전한 값 내에 유지되더라도 구성 요소가 경고 없이 영구적으로 고장날 가능성은 항상 존재한다. 최대 속도는 불안정성이 시작되는 지점까지 오버클럭한 다음 마지막으로 안정적인 더 느린 설정을 수용하여 결정된다. 구성 요소는 정격 값까지 올바르게 작동하도록만 보장된다. 그 이상에서는 다른 샘플이 다른 오버클럭 잠재력을 가질 수 있다. 주어진 오버클럭의 최종 지점은 사용 가능한 CPU 배율, 버스 분할기, 전압과 같은 매개변수, 사용자의 열 부하 관리 능력, 냉각 기술, 그리고 반도체 클럭 및 열 허용 오차, 다른 구성 요소 및 나머지 시스템과의 상호 작용과 같은 개별 장치 자체의 여러 요인에 의해 결정된다.

## 고려 사항
오버클럭을 할 때 고려해야 할 몇 가지 사항이 있다. 첫째는 새 클럭 속도에서 작동하기에 충분한 전압으로 부품에 적절한 전력이 공급되는지 확인하는 것이다. 부적절한 설정으로 전력을 공급하거나 과도한 전압을 인가하면 부품이 영구적으로 손상될 수 있다.
전문적인 생산 환경에서 오버클럭은 속도 증가가 필요한 전문가 지원 비용, 잠재적으로 감소된 신뢰성, 유지 보수 계약 및 보증에 대한 결과적인 영향, 그리고 더 높은 전력 소비를 정당화하는 경우에만 사용될 가능성이 높다. 더 빠른 속도가 필요한 경우 모든 비용을 고려하면 더 빠른 하드웨어를 구입하는 것이 더 저렴한 경우가 많다.

### 냉각

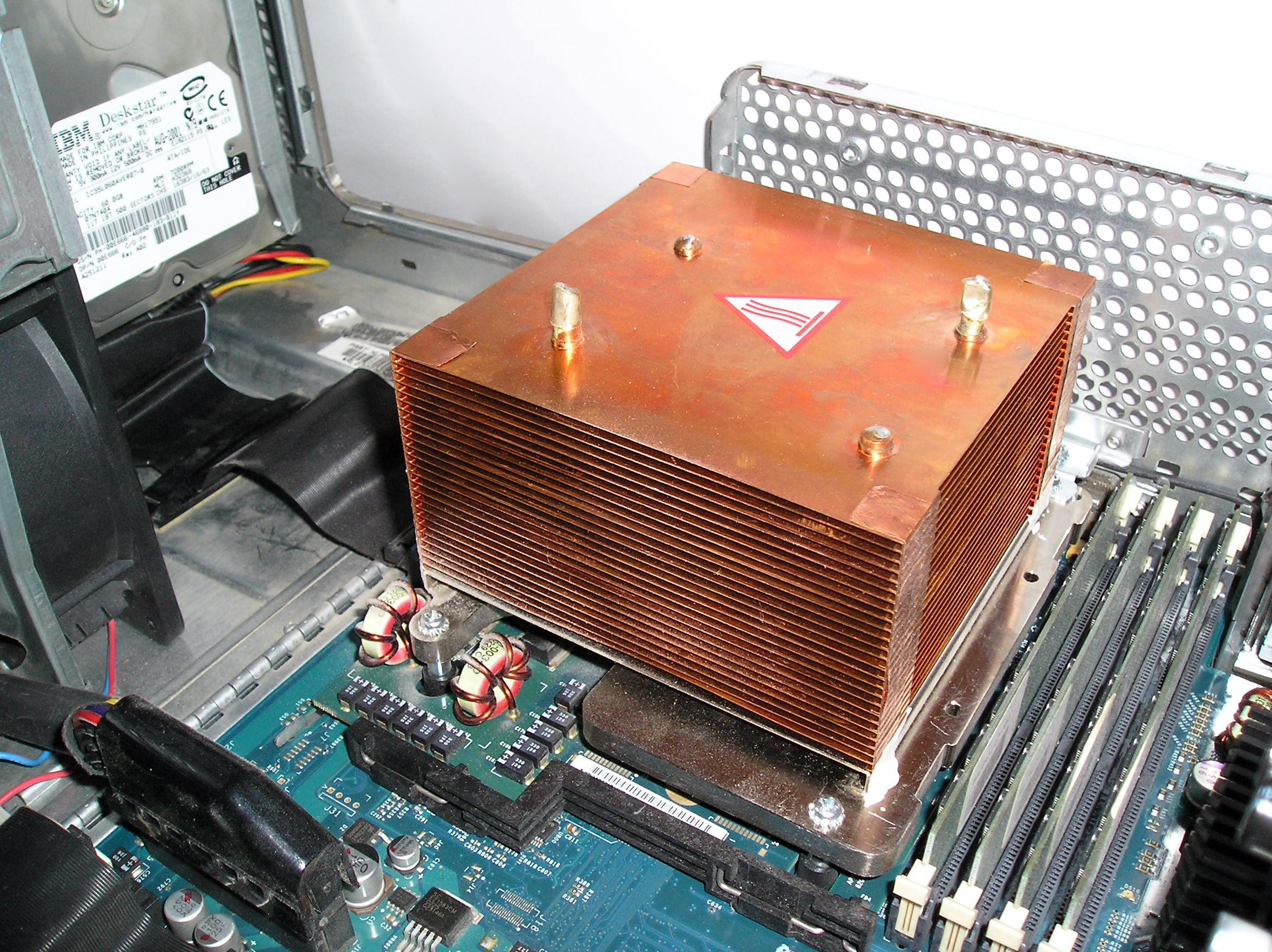
고품질 히트 싱크는 종종 구리로 만들어진다.

모든 전기 회로는 전류의 이동으로 인해 발생하는 열을 생성한다. 디지털 회로의 클럭 주파수와 인가되는 전압이 증가함에 따라 더 높은 성능 수준으로 작동하는 부품에서 생성되는 열도 증가한다. 클럭 주파수와 열 설계 전력(TDP) 사이의 관계는 선형적이다. 그러나 "벽"이라고 불리는 최대 주파수에는 한계가 있다. 이 문제를 극복하기 위해 오버클럭커는 오버클럭 잠재력을 높이기 위해 칩 전압을 높인다. 전압은 전력 소비를 증가시키고 결과적으로 열 발생을 상당히 증가시킨다(예를 들어 선형 회로에서 전압의 제곱에 비례한다). 이는 과열로 인한 하드웨어 손상을 방지하기 위해 더 많은 냉각을 필요로 한다. 또한 일부 디지털 회로는 MOSFET 장치 특성 변화로 인해 고온에서 느려진다. 반대로 오버클럭커는 오버클럭하면서 칩 전압을 낮추어(언더볼팅으로 알려진 과정) 성능은 최적 상태를 유지하면서 열 방출을 줄일 수 있다.
기본 냉각 시스템은 오버클럭되지 않은 사용 중에 생성되는 전력량에 맞춰 설계되었다. 오버클럭된 회로는 더 강력한 팬, 더 큰 히트 싱크, 히트파이프, 수랭과 같은 더 많은 냉각을 필요로 할 수 있다. 질량, 모양, 재료는 모두 히트 싱크가 열을 방출하는 능력에 영향을 미친다. 효율적인 히트 싱크는 종종 열전도율이 높은 구리로만 만들어지지만, 이는 비싸다. 알루미늄은 더 널리 사용된다. 알루미늄은 구리만큼은 아니지만 좋은 열 특성을 가지며 훨씬 저렴하다. 강철과 같은 저렴한 재료는 좋은 열 특성을 가지지 않는다. 히트파이프를 사용하여 전도율을 향상시킬 수 있다. 많은 히트 싱크는 성능과 비용 사이의 균형을 맞추기 위해 두 가지 이상의 재료를 결합한다.

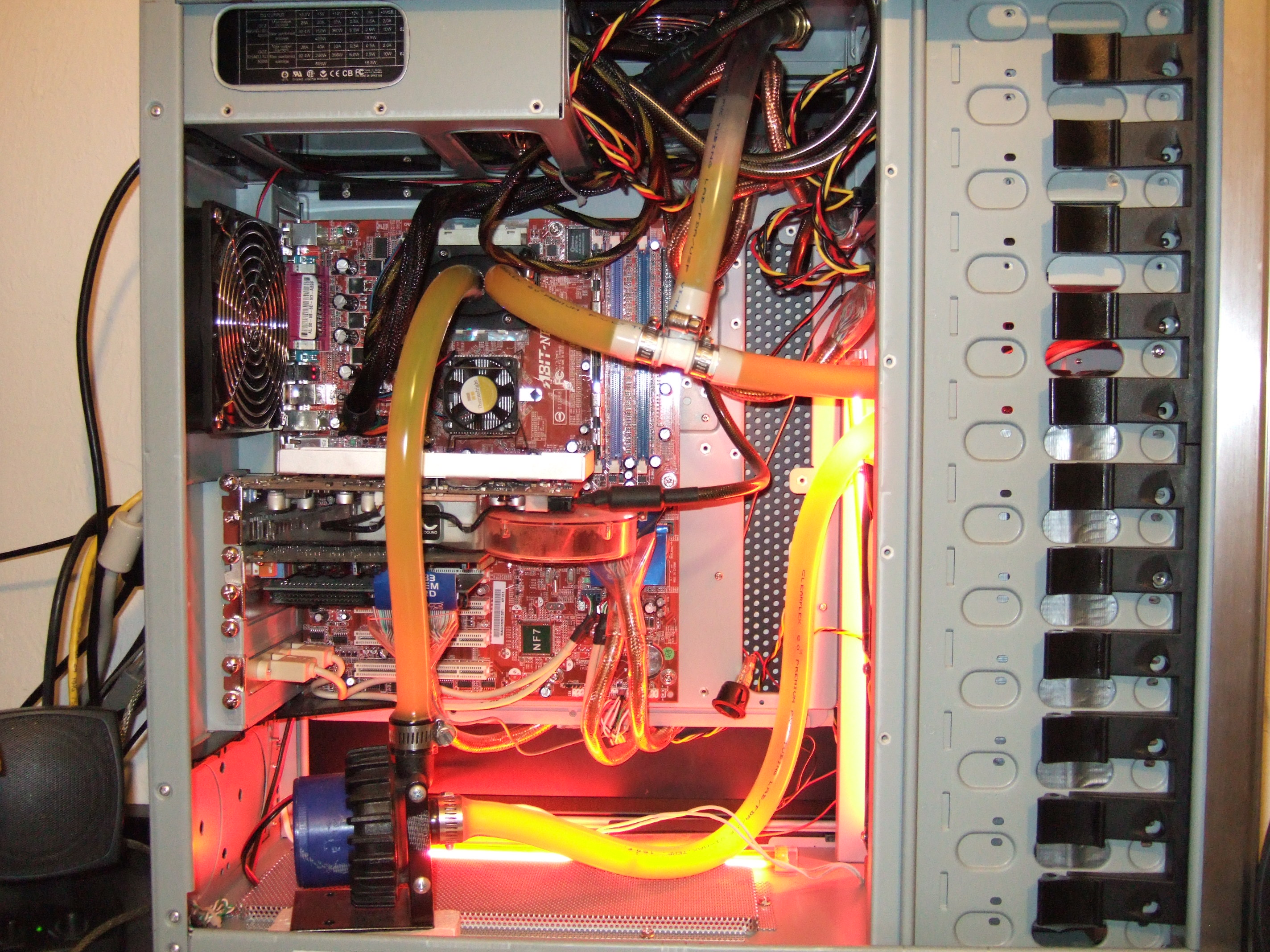
워터 블록, 튜브, 펌프 등 수랭식 컴퓨터 내부 모습

수랭은 폐열을 라디에이터로 전달한다. 펠티어 효과를 사용하여 실제로 냉각하는 열전냉각 장치는 21세기 초 인텔과 AMD가 만든 높은 열 설계 전력(TDP) 프로세서에 도움이 될 수 있다. 열전냉각 장치는 플레이트를 통해 전류를 흘려 두 플레이트 사이에 온도 차이를 생성한다. 이 냉각 방식은 매우 효과적이지만, 그 자체로 다른 곳에서 상당한 열을 발생시키므로, 종종 대류 기반 히트 싱크 또는 수랭 시스템에 의해 제거되어야 한다.

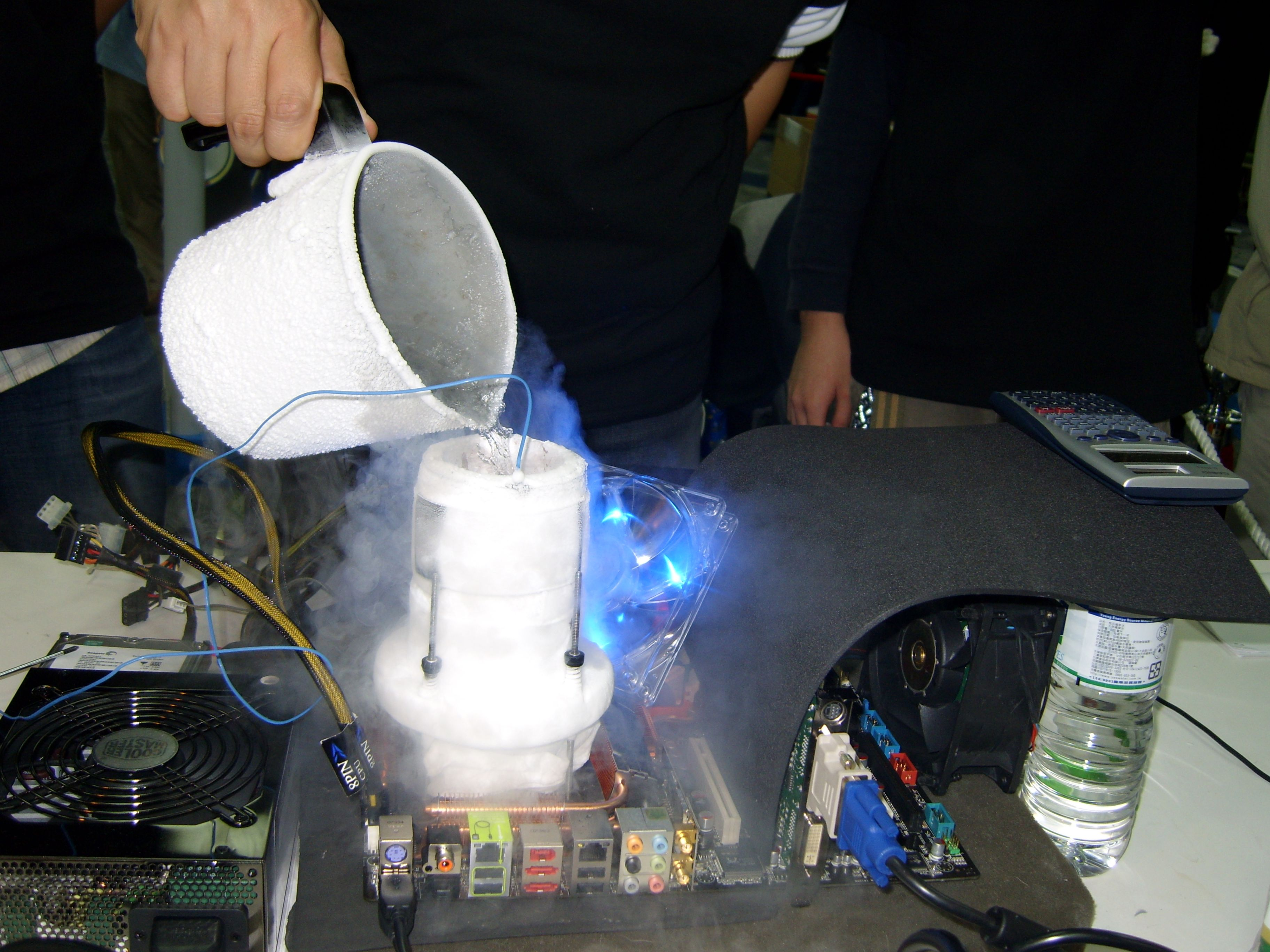
극단적인 냉각 조치가 필요할 때 액체 질소를 사용하여 오버클럭된 시스템을 냉각할 수 있다.

다른 냉각 방법으로는 강제 대류와 냉장고에 사용되며 컴퓨터 사용에 적용할 수 있는 상전이 냉각이 있다. 액체 질소, 액체 헬륨, 드라이아이스는 극한의 경우, 예를 들어 기록 설정 시도나 일회성 실험에 냉각제로 사용되며, 일상적인 시스템 냉각에는 사용되지 않는다. 2006년 6월, IBM과 조지아 공과대학교는 규소 기반 칩의 클럭 속도(트랜지스터를 전환할 수 있는 속도이며 CPU 클럭 속도가 아님)에서 500 GHz를 초과하는 새로운 기록을 공동 발표했는데, 이는 액체 헬륨을 사용하여 칩을 4.5 K (−268.6 °C; −451.6 °F)로 냉각하여 달성한 것이다. 2012년 11월에 세워진 CPU 주파수 세계 기록은 2022년 12월 현재 9008.82 MHz이다. 이러한 극단적인 방법은 증발하는 냉각제 저장소를 계속 채워야 하고, 냉각된 부품에 응축이 형성될 수 있어 일반적으로 장기적으로는 비실용적이다. 또한, 규소 기반 JFET는 대략 100 K (−173 °C; −280 °F) 이하의 온도에서는 성능이 저하되며, 규소가 반도체 특성을 잃으면서 40 K (−233 °C; −388 °F)에서는 결국 작동을 멈추거나 "동결"된다. 따라서 극도로 차가운 냉각제를 사용하면 장치가 고장날 수 있다. 원치 않을 때 과냉각 문제를 해결하기 위해 일시적으로 온도를 높이는 데 블로우토치가 사용된다.
크레이-2 슈퍼컴퓨터에 사용된 침수 냉각 방식은 컴퓨터 시스템의 일부를 열전도성이 있지만 도전율이 낮은 냉각 액체에 직접 담그는 방식이다. 이 기술의 장점은 부품에 응축이 형성되지 않는다는 것이다. 좋은 침수 액체는 3M에서 만든 플루오르화 탄소인데, 이는 비싸다. 다른 선택지는 광물유이지만, 물과 같은 불순물이 있으면 전기를 전도할 수 있다.
아마추어 오버클럭 매니아들은 드라이아이스와 아세톤 또는 아이소프로필 알코올과 같이 어는점이 낮은 용매의 혼합물을 사용해왔다. 이 냉각조, 종종 실험실에서 사용되는 이 냉각조는 −78 °C (−108 °F)의 온도를 달성한다. 그러나 이 방법은 안전 위험 때문에 권장되지 않는다. 용매는 가연성이고 휘발성이며, 드라이아이스는 동상(노출된 피부와의 접촉을 통해)과 질식(승화 시 생성되는 다량의 이산화 탄소로 인해)을 유발할 수 있다.

### 안정성 및 기능적 정확성
오버클럭된 구성 요소가 제조업체가 권장하는 작동 조건 밖에서 작동하면 오작동하여 시스템 불안정으로 이어질 수 있다. 또 다른 위험은 감지되지 않는 오류로 인한 무음 데이터 손상이다. 이러한 오류는 제대로 진단되지 않을 수 있으며, 대신 애플리케이션, 장치 드라이버 또는 운영 체제의 소프트웨어 버그로 잘못 귀속될 수 있다. 오버클럭된 사용은 구성 요소를 영구적으로 손상시켜 (정상 작동 조건에서도) 오작동하게 만들 수 있지만, 완전히 사용할 수 없게 만들지는 않을 수 있다.
2011년 소비자 PC 및 노트북의 시스템 충돌을 유발하는 하드웨어 오류에 대한 대규모 현장 연구에 따르면, 8개월 동안 오버클럭된 컴퓨터에서 CPU 오류로 인한 시스템 충돌이 (CPU 제조업체에 따라) 4배에서 20배 증가한 것으로 나타났다.
일반적으로 오버클럭 사용자들은 테스트를 통해 오버클럭된 시스템이 안정적으로 올바르게 작동하는지 확인할 수 있다고 주장한다. 하드웨어 안정성을 테스트하는 소프트웨어 도구가 존재하지만, 어떤 개인도 프로세서의 기능을 철저히 테스트하는 것은 일반적으로 불가능하다. 좋은 결함 적용 범위를 달성하려면 엄청난 엔지니어링 노력이 필요하다. 제조업체가 검증에 헌신하는 모든 자원을 동원하더라도 결함 있는 구성 요소와 심지어 설계 결함도 항상 감지되는 것은 아니다.
특정 "스트레스 테스트"는 데이터와 결합된 특정 명령 시퀀스의 기능만 확인할 수 있으며 해당 작업의 오류를 감지하지 못할 수 있다. 예를 들어, 산술 연산이 올바른 결과를 생성하더라도 잘못된 플래그를 생성할 수 있다. 플래그가 확인되지 않으면 오류는 감지되지 않는다.
문제를 더욱 복잡하게 만드는 것은, 실리콘 온 인슐레이터(SOI)와 같은 공정 기술에서는 장치가 이력 현상을 보인다는 점이다. 즉, 회로의 성능은 과거의 사건에 영향을 받으므로, 신중하게 목표를 설정한 테스트 없이는 특정 상태 변화 시퀀스가 한 상황에서는 오버클럭된 속도로 작동하지만 전압과 온도가 같더라도 다른 상황에서는 작동하지 않을 수 있다. 종종 스트레스 테스트를 통과한 오버클럭된 시스템이 다른 프로그램에서 불안정성을 경험한다.
오버클럭 커뮤니티에서는 "스트레스 테스트" 또는 "고문 테스트"를 사용하여 구성 요소의 올바른 작동을 확인한다. 이 작업 부하는 관심 있는 구성 요소에 매우 높은 부하를 가하도록 선택된다(예: 비디오 카드를 테스트하기 위한 그래픽 집약적인 애플리케이션, 또는 일반 CPU를 테스트하기 위한 다양한 수학 집약적인 애플리케이션). 인기 있는 스트레스 테스트로는 Prime95, 슈퍼 파이, OCCT, AIDA64, Linpack (LinX 및 IntelBurnTest GUI를 통해), SiSoftware Sandra, BOINC, Intel Thermal Analysis Tool, Memtest86 등이 있다. 이러한 테스트 중에 오버클럭된 구성 요소의 기능적 정확성 문제가 나타나기를 기대하며, 테스트 중에 오류가 감지되지 않으면 구성 요소는 "안정적"으로 간주된다. 안정성 테스트에서는 오류 커버리지가 중요하므로 테스트는 종종 몇 시간 또는 며칠 동안 긴 시간 동안 실행된다. 오버클럭된 컴퓨터는 "prime 12 hours stable"과 같이 사용된 안정성 프로그램과 시간으로 설명되기도 한다.

### 오버클럭을 허용하는 요인
오버클럭 가능성은 CPU 및 기타 부품의 제조 공정 경제성 때문에 부분적으로 발생한다. 많은 경우 부품은 동일한 공정으로 제조되며, 제조 후 실제 최대 등급을 결정하기 위해 테스트된다. 그런 다음 부품은 반도체 제조업체의 시장 요구에 따라 선택된 등급으로 표시된다. 제조 수율이 높으면 필요한 것보다 더 높은 등급의 부품이 더 많이 생산될 수 있으며, 제조업체는 마케팅상의 이유로 더 높은 성능의 부품을 더 낮은 등급으로 표시하고 판매할 수 있다. 어떤 경우에는 부품의 실제 최대 등급이 판매되는 최고 등급 부품보다도 높을 수 있다. 더 낮은 등급으로 판매되는 많은 장치는 모든 면에서 더 높은 등급의 장치와 동일하게 작동할 수 있지만, 최악의 경우 더 높은 등급에서의 작동은 더 문제가 될 수 있다.
특히, 더 높은 클럭은 항상 더 많은 폐열 발생을 의미해야 한다. 높은 주파수로 설정된 반도체는 더 자주 접지되어야 하기 때문이다. 어떤 경우에는 오버클럭된 부품의 주요 단점이 제조업체가 발표한 최대값보다 훨씬 더 많은 열을 방출한다는 것을 의미한다. 펜티엄 아키텍트 밥 콜웰은 오버클럭을 "최악의 경우보다 더 나은 시스템 작동에 대한 통제되지 않은 실험"이라고 부른다.

### 오버클럭 효과 측정
벤치마크는 성능을 평가하는 데 사용되며, 사용자들이 최고 점수를 놓고 경쟁하는 일종의 "스포츠"가 될 수 있다. 위에서 논의했듯이 오버클럭 시 안정성 및 기능적 정확성이 손상될 수 있으며, 의미 있는 벤치마크 결과는 벤치마크의 올바른 실행에 달려 있다. 이 때문에 벤치마크 점수는 안정성 및 정확성 메모와 함께 자격이 부여될 수 있다(예: 오버클럭 사용자가 점수를 보고하면서 벤치마크가 5번 중 1번만 완료되거나, 벤치마크 실행 중 디스플레이 손상과 같은 잘못된 실행 징후가 보인다고 언급할 수 있다). 널리 사용되는 안정성 테스트는 Prime95이며, 컴퓨터가 불안정할 경우 실패하는 내장 오류 검사 기능이 있다.
벤치마크 점수만으로는 오버클럭이 컴퓨터의 전체 성능에 미치는 영향을 판단하기 어려울 수 있다. 예를 들어, 일부 벤치마크는 메모리 대역폭과 같이 시스템의 한 측면만 테스트하며, 이 측면에서 더 높은 클럭 속도가 시스템 전체 성능을 어떻게 향상시킬지는 고려하지 않는다. 비디오 인코딩, 고수요 데이터베이스, 과학 컴퓨팅과 같은 고사양 애플리케이션을 제외하고는 일반적으로 메모리 대역폭이 병목 현상이 아니므로, 메모리 대역폭의 큰 증가는 사용자가 사용하는 애플리케이션에 따라 눈에 띄지 않을 수 있다. 3DMark와 같은 다른 벤치마크는 게임 조건을 재현하려고 시도한다.

## 제조업체 및 판매업체 오버클럭
오버클럭은 때때로 소비자에게 정당한 서비스 또는 기능으로 제공되는데, 제조업체나 소매업체가 프로세서, 메모리, 비디오 카드 및 기타 하드웨어 제품의 오버클럭 기능을 테스트하는 것이다. 여러 비디오 카드 제조업체는 이제 자사의 그래픽 가속기에 대해 공장 오버클럭 버전을 제공하며, 보증까지 제공한다. 일반적으로 이러한 제품은 표준 제품과 성능이 더 높은 비오버클럭 제품 사이의 가격대에 위치한다.
제조업체들이 사용자들이 저렴한 제품을 구매하여 오버클럭하는 것을 막기 위해 CPU 배율 잠금과 같은 오버클럭 방지 메커니즘을 구현한다고 추측된다. 이러한 조치는 때때로 소비자보호의 이점으로 판매되지만, 구매자들에게는 종종 비판을 받는다.
많은 메인보드는 하드웨어에 구현되고 바이오스 설정으로 제어되는 광범위한 오버클럭 기능을 갖추고 판매 및 광고된다.

## CPU 배율 잠금
CPU 배율 잠금은 CPU의 클럭 배율을 영구적으로 설정하는 과정이다. AMD CPU는 모델의 초기 에디션에서는 잠금 해제되어 출시되고 이후 에디션에서는 잠겨 출시되지만, 거의 모든 인텔 CPU는 잠겨 있으며 최신 모델은 사용자의 오버클럭을 방지하기 위해 잠금 해제에 매우 강하다. AMD는 옵테론, FX, 모든 라이젠 데스크톱 칩(3D 변형 제외) 및 Black Series 라인업으로 잠금 해제된 CPU를 출시하는 반면, 인텔은 "Extreme Edition" 및 "K-시리즈"라는 별명을 사용한다. 인텔은 일반적으로 AMD의 Black Edition과 유사한 X 시리즈 및 K 시리즈 CPU뿐만 아니라 시장에 하나 또는 두 개의 Extreme Edition CPU를 보유하고 있다. AMD는 데스크톱 제품군의 대부분이 Black Edition이다.
사용자들은 보통 오버클럭을 위해 CPU 잠금을 해제하지만, 때로는 특정 메인보드와의 프론트 사이드 버스 속도(구형 CPU의 경우) 호환성을 유지하기 위해 언더클럭을 허용하기 위해 잠금 해제하기도 한다. 잠금 해제는 일반적으로 제조업체의 보증을 무효화하며, 실수하면 CPU를 손상시키거나 파괴할 수 있다. 칩의 클럭 배율을 잠그는 것이 반드시 사용자의 오버클럭을 방지하는 것은 아니다. 프론트 사이드 버스 또는 PCI 배율(신형 CPU의 경우)의 속도를 여전히 변경하여 성능 향상을 제공할 수 있기 때문이다. AMD 애슬론 및 애슬론 XP CPU는 일반적으로 CPU 상단의 브리지(점퍼와 유사한 지점)를 전도성 페인트 또는 흑연 연필심으로 연결하여 잠금 해제한다. 다른 CPU 모델은 다른 절차를 필요로 할 수 있다.
프론트 사이드 버스 또는 노스브리지/PCI 클럭을 높이면 잠긴 CPU를 오버클럭할 수 있지만, 이는 RAM 및 PCI 주파수도 수정되기 때문에 많은 시스템 주파수를 동기화되지 않게 만든다.
널리 퍼진 믿음과는 달리, 오래된 AMD 애슬론 XP CPU의 잠금을 해제한다고 주장하는 "핀 모드" 방법은 작동하지 않는다. LGA1151 및 v2(7세대, 8세대, 9세대 포함)의 모든 다른 잠금 해제된 프로세서는 BCLK 오버클럭을 허용하는 반면(OEM이 허용하는 한), 7세대, 8세대, 9세대의 모든 다른 잠긴 프로세서는 102.7 MHz를 넘을 수 없었다. 하지만 10세대는 BCLK에서 103 MHz에 도달할 수 있었다.

## 장점
- 게임, 인코딩/디코딩, 비디오 편집 및 시스템 작업에서 추가 직접 금전적 비용 없이 더 높은 성능을 제공하지만, 전기 소비 및 열 출력은 증가한다.
- 시스템 최적화: 일부 시스템에는 "병목 현상"이 있는데, 한 구성 요소의 작은 오버클럭이 제한된 하드웨어 자체만 오버클럭했을 때보다 다른 구성 요소의 잠재력을 더 크게 실현하는 데 도움이 될 수 있다. 예를 들어: AMD 애슬론 64 프로세서를 사용하는 많은 메인보드는 4개의 RAM 장치의 클럭 속도를 333 MHz로 제한한다. 그러나 메모리 성능은 프로세서 클럭 속도(기본값에 CPU 배율을 곱한 값, 예를 들어 1.8 GHz는 대부분 9×200 MHz)를 고정된 정수로 나누어 계산되므로, 기본 클럭 속도에서는 RAM이 333 MHz에 가까운 클럭 속도로 작동한다. 프로세서 클럭 속도 설정 요소(일반적으로 배율 조정)를 조작하면 프로세서를 5–10% 정도 약간 오버클럭하여 RAM 클럭 속도를 약간 높이거나 RAM 지연 시간을 줄일 수 있는 경우가 많다.
- 더 저렴한 성능의 부품을 구매하여 더 비싼 부품의 클럭 속도로 오버클럭하는 것이 더 저렴할 수 있다.
- 오래되거나 구식 장비의 실질적인 수명을 연장한다.
- 클럭 속도를 "즉시" 변경할 수 있는 방법을 통해 수행된다면, 다용성을 얻을 수 있다. 예를 들어, 많은 컴퓨팅 파워가 지금 바로 필요한 컴퓨터를 오버클럭하고, 작업이 끝나거나 컴퓨터가 너무 뜨거워지기 시작하면 정상 클럭 속도로 되돌린 다음, 다시 식기를 기다렸다가 다시 오버클럭하는 등.

## 단점

### 일반
- 더 높은 클럭 속도와 전압은 전력 소비를 증가시키며, 이는 또한 전기 비용과 열 발생을 증가시킨다. 추가적인 열은 시스템 케이스 내의 주변 공기 온도를 높여 다른 부품에 영향을 줄 수 있다. 케이스 밖으로 불어 나오는 뜨거운 공기는 방의 온도를 높인다.
- 팬 소음: 오버클럭된 기계에 필요한 수준의 냉각을 위해 최대 속도로 작동하는 고성능 팬은 소음이 클 수 있으며, 일부는 50 dB 이상의 소음을 발생시킨다. 최대 냉각이 필요하지 않은 경우, 어떤 장비에서든 팬 속도는 최대치 이하로 줄일 수 있다. 팬 소음은 팬 속도의 5제곱에 대략 비례하는 것으로 밝혀졌다. 속도를 절반으로 줄이면 소음이 약 15 dB 감소한다.[25] 팬 소음은 공기 흐름을 부드럽게 하기 위한 공기 역학적으로 최적화된 블레이드와 같은 설계 개선을 통해 줄일 수 있으며, 1미터 거리에서 약 20 dB로 소음을 줄이거나, 동일한 공기 흐름을 가진 더 작고 빠른 팬보다 소음이 적은 더 크고 느리게 회전하는 팬을 사용할 수 있다. 케이스 내부의 음향 절연재(예: 음향 폼)는 소음을 줄일 수 있다. 팬을 사용하지 않는 액체 및 상변화 냉각과 같은 추가 냉각 방법을 사용할 수 있다.
- 오버클럭된 컴퓨터는 신뢰성이 떨어질 수 있다. 예를 들어: 마이크로소프트 윈도우는 아무 문제 없이 작동하는 것처럼 보일 수 있지만, 재설치하거나 업그레이드할 때 윈도우 설치 도중 "파일 복사 오류"와 같은 오류 메시지를 받을 수 있다.[26] 운영체제 설치는 메모리 집약적인 작업이기 때문에 파일 추출 시 디코딩 오류가 발생할 수 있다.
- 반도체 부품의 수명은 증가된 전압과 열에 의해 단축될 수 있다.
- 보증은 오버클럭으로 인해 무효화될 수 있다.

### 오버클럭의 위험
- 구성 요소의 작동 주파수를 높이면 일반적으로 열 출력이 선형적으로 증가하며, 전압 증가는 일반적으로 열 출력을 2차적으로 증가시킨다.[27] 과도한 전압 또는 부적절한 냉각은 칩 온도를 위험한 수준으로 상승시켜 칩을 손상시키거나 파괴할 수 있다.
- 수랭과 같은 오버클럭을 용이하게 하는 이국적인 냉각 방법은 오작동 시 손상을 유발할 가능성이 더 높다. 상변화 냉각 또는 액체 질소와 같은 주변 온도 이하 냉각 방법은 물 응축을 유발하며, 이는 제어되지 않으면 전기적 손상을 일으킨다. 일부 방법에는 응축을 잡기 위해 지우개나 작업용 타월을 사용하는 것이 포함된다.

### 한계
구성 요소 오버클럭은 해당 구성 요소가 프로세스의 크리티컬 패스에 있거나 병목 현상일 때만 눈에 띄는 이점을 제공할 수 있다. 디스크 접근 또는 인터넷 연결 속도가 프로세스 속도를 제한한다면, 프로세서 속도를 20% 증가시켜도 눈에 띄지 않을 가능성이 높지만, 프로세서의 클럭 속도를 높이면 SSD의 읽기 및 쓰기 속도가 실제로 빨라지는 시나리오도 있다. 그래픽 카드 성능이 게임의 "병목 현상"일 때 CPU를 오버클럭해도 게임에 눈에 띄는 이점은 없다.

### 오버클럭의 적응형 관리
네트워크 관리에서 데이터 흐름을 처리하고 병목 현상을 방지하기 위해 동적 조정이 중요한 것과 유사하게, 컴퓨터 하드웨어 오버클럭은 시스템 안정성 및 성능을 유지하기 위해 지속적인 모니터링과 적응이 필요하다. 고성능 네트워크 시스템에서 Åkerblom et al. (2023)과 같은 연구자들은 Thompson Sampling과 같은 적응형 방법을 개발하여 다양한 조건에서 시스템 응답을 최적화했는데, 이는 실시간 전압 조정 및 적응형 냉각 시스템과 같은 오버클럭 기술과 유사하다. 이러한 기술은 오버클럭된 부품으로 인한 추가적인 열과 전력 요구 사항을 관리하는 데 중요하며, 하드웨어가 안전한 온도 및 전압 한계 내에서 작동하여 손상을 방지하고 부품의 수명을 연장하도록 보장한다.[1]

## 그래픽 카드

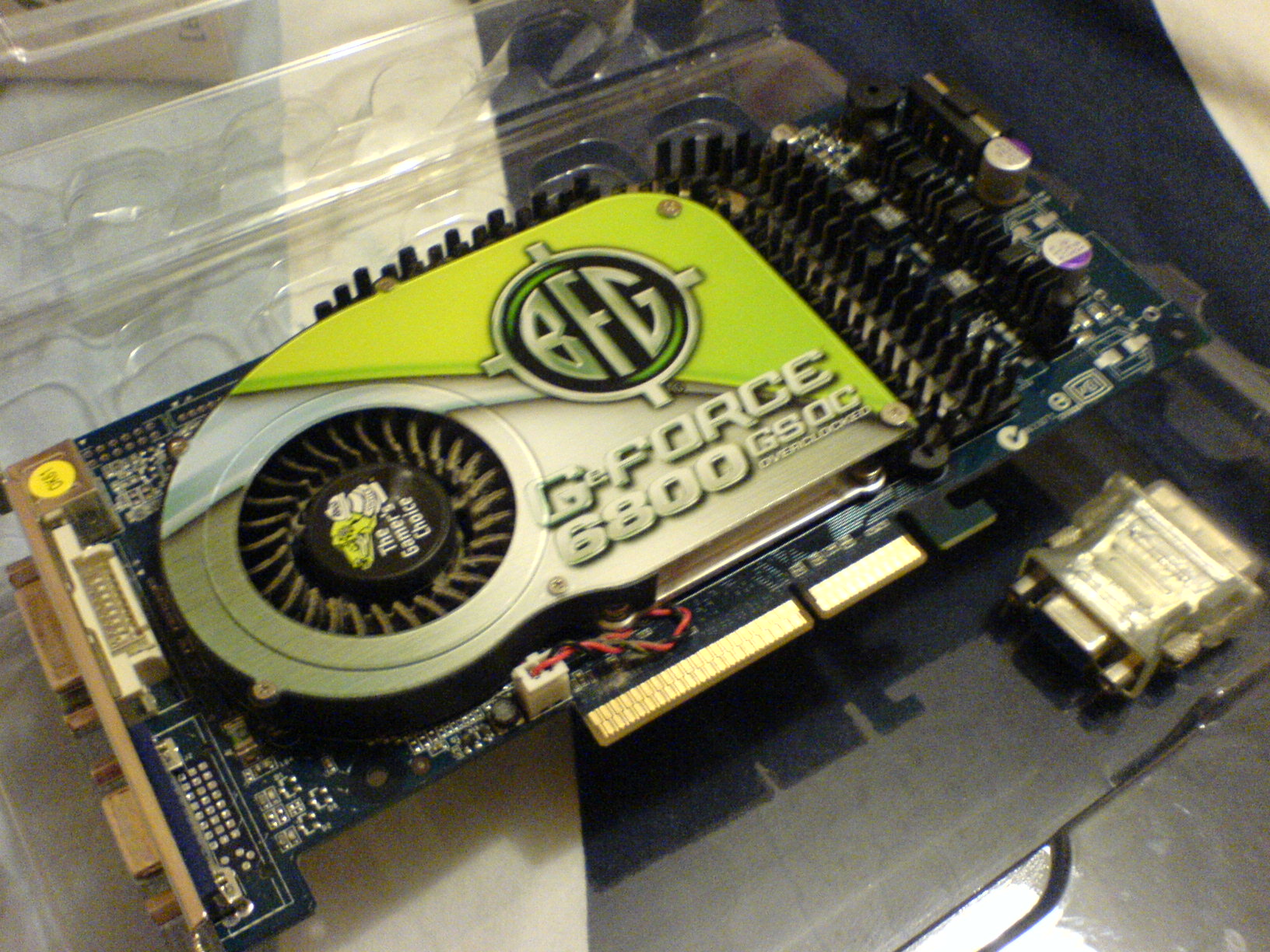
BFG 지포스 6800GSOC는 표준 6800GS보다 더 높은 메모리와 클럭 속도로 출하된다.

그래픽 카드도 오버클럭이 가능하다. EVGA의 Precision, RivaTuner, AMD Overdrive (AMD 카드에서만 해당), MSI Afterburner, Zotac Firestorm, 에이수스 메인보드의 PEG Link Mode와 같은 유틸리티들이 이를 가능하게 한다. GPU를 오버클럭하면 일반적으로 합성 벤치마크에서 성능이 눈에 띄게 증가하며, 이는 보통 게임 성능에도 반영된다. 화면에 아티팩트가 나타나거나 예기치 않은 시스템 충돌이 발생하면 영구적인 손상이 발생하기 전에 그래픽 카드가 한계를 초과하여 작동하고 있음을 알 수 있는 경우가 있다. 그래픽 카드를 오버클럭할 때 이러한 문제 중 하나에 부딪히는 것이 일반적이다. 두 가지 증상이 동시에 나타나면 일반적으로 카드가 열, 클럭 속도 및 전압 한계를 심하게 초과하여 작동하고 있음을 의미하지만, 오버클럭하지 않은 상태에서 나타나면 카드에 결함이 있음을 나타낸다. 재부팅 후 비디오 설정은 그래픽 카드 펌웨어에 저장된 표준 값으로 재설정되며, 해당 특정 카드의 최대 클럭 속도가 이제 감소된다.
일부 오버클러커들은 그래픽 카드에 가변저항을 장착하여 전압을 수동으로 조절한다(이는 보통 보증을 무효화한다). 이는 그래픽 카드용 오버클럭 소프트웨어의 한계가 있기 때문에 더 미세한 조정을 가능하게 한다. 과도한 전압 증가는 그래픽 카드 또는 전체 그래픽 카드 자체의 부품을 손상시키거나 파괴할 수 있다(실제적으로).

## 플래싱

### 대안
플래싱 및 잠금 해제는 비디오 카드의 성능을 기술적으로 오버클럭하지 않고도 향상시키는 데 사용될 수 있지만(소프트웨어만으로 오버클럭하는 것보다 훨씬 위험하다).
플래싱은 동일한 (또는 때로는 유사한) 코어와 호환되는 펌웨어를 가진 다른 카드의 펌웨어를 사용하여 사실상 더 높은 모델의 카드로 만드는 것을 의미한다. 이는 어려울 수 있으며, 돌이킬 수 없을 수도 있다. 때로는 더 나은 모델 비디오 카드용 펌웨어를 사용하지 않고도 펌웨어 파일을 수정하는 독립형 소프트웨어를 찾을 수 있다(예: NiBiTor (지포스 6/7 시리즈는 이 점에서 잘 알려져 있다)). 예를 들어, 3D 가속기가 있는 비디오 카드(2011년 현재 대부분)는 2D 및 3D용 두 가지 전압 및 클럭 속도 설정을 가지고 있지만, 세 가지 전압 단계로 작동하도록 설계되었다. 세 번째 단계는 앞서 언급한 두 단계 사이에 있으며, 카드가 과열될 때 또는 2D에서 3D 작동 모드로 전환할 때의 중간 단계로 사용된다. 따라서 "진지한" 오버클럭 전에 이 중간 단계를 설정하는 것이 현명할 수 있다. 특히 이 대체 기능 때문에, 카드는 이 클럭 속도로 떨어져 효율성을 몇 퍼센트(설정에 따라 몇십 퍼센트) 줄이고 냉각할 수 있으며, 3D 모드를 벗어나지 않고 (나중에 원하는 고성능 클럭 및 전압 설정으로 돌아갈 수 있다).
일부 카드는 오버클럭과 직접 관련이 없는 기능을 가지고 있다. 예를 들어, 엔비디아 지포스 6600GT (AGP 버전)는 카드 내부에서 사용되는 온도 모니터가 있지만, 표준 펌웨어를 사용하면 사용자에게 보이지 않는다. 펌웨어를 수정하면 '온도' 탭을 표시할 수 있다.
잠금 해제는 추가 그래픽스 파이프라인 또는 픽셀 셰이더를 활성화하는 것을 의미한다. 6800LE, 6800GS 및 6800 (AGP 모델만 해당)은 잠금 해제의 이점을 얻은 최초의 카드 중 일부였다. 이 모델들은 8개 또는 12개의 파이프가 활성화되어 있지만, 6800GT 또는 울트라와 동일한 16x6 GPU 코어를 공유한다. 그러나 지정된 파이프라인 및 셰이더는 비활성화되어 있다. GPU는 완전히 기능할 수도 있고, 더 낮은 사양에서의 작동에 영향을 미치지 않는 결함이 발견되었을 수도 있다. 완전히 기능하는 것으로 밝혀진 GPU는 성공적으로 잠금 해제될 수 있지만, 발견되지 않은 결함이 없는지 확실히 알 수는 없다. 최악의 경우 카드가 영구적으로 사용할 수 없게 될 수도 있다.

## 같이 보기
- 클럭 속도
- CPU-Z
- 이중 부팅
- 동적 전압 스케일링
- POWER8 온칩 컨트롤러 (OCC)
- 직렬 프레즌스 검출 (SPD)
- 슈퍼 파이
- 언더클럭
- 유니박 I 오버드라이브, 1952년 비공식 수정

### 오버클럭 및 벤치마크 데이터베이스
- 지난 10년간의 모든 PC 하드웨어 OC 데이터베이스 (애플리케이션, 수정 등)
- HWBOT: 전 세계 오버클럭 리그 – 오버클럭 경쟁 및 데이터
- 종합 CPU OC 데이터베이스
- Segunda Convencion Nacional de OC: Overclocking Extremo (by Imperio Gamer)
- 오버클럭 도구